# Graus militars de la Unió Soviètica
Els graus militars de la Unió Soviètica són els introduïts després de la Revolució d'Octubre de 1917. En aquells moments, l'escalafó de graus de la Rússia imperial va ser abolit, com a part dels privilegis del dvorianstvo (l'antiga noblesa russa).
Immediatament després de la Revolució, els graus militars foren abolits per a establir un sistema de "graus posicionals": hom designava simplement comandant (komandir) tot militar que tingués comandament sobre altres, amb un qualificatiu indicant la funció concreta; per exemple, comandant de Regiment, comandant de Cos d'Exèrcit. D'acord amb el costum soviètic de l'època, sovint s'empraven acrònims del nom sencer: per exemple, KomKor era l'acrònim de "comandant de Cos d'Exèrcit", KomDiv ho era de "comandant de Divisió", KomBat ho era de "comandant de Batalló", i així successivament. Tots aquests acrònims han sobreviscut en l'ús informal fins a l'actualitat.
D'altra banda, i en la mateixa línia revolucionària, s'aboliren les denominacions de soldat ('soldat') i de matrós ('mariner'), substituïdes, respectivament, pels neologismes krasnoarméiets (literalment, 'de l'Exèrcit Roig, exercitrogenc') i krasnoflótets (literalment, 'de la Flota Roja, flotarogenc').
El 1935 es restauraren els graus militars des de sergent major fins a coronel, alhora que hom nomenava diversos mariscals de la Unió Soviètica. Els graus del generalat foren restablerts al maig de 1940, i els graus inferiors, fins al de caporal, el novembre de 1940. La denominació d'aquests graus es basava en els usos de l'Imperi rus, si bé amb alguna modificació. El 1943 es restauraren les divises de grau segons l'estil imperial, tot i que adaptades, i es recuperaren les denominacions tradicionals de 'soldat' i de 'mariner'.
Els graus deixaren d'usar-se el 1991, en dissoldre's la Unió Soviètica i, per tant, les Forces Armades de l'URSS. Emperò, els graus i, en part, les divises, han perdurat en els exèrcits de Rússia, d'Ucraïna i de Belarús.

## Història
L'Exèrcit Roig inicial abandonà la institució del cos d'oficials professionals com a "herència del tsarisme" i, òbviament, contrària als principis revolucionaris. En particular, es condemnà l'ús del mot oficial, i en lloc seu s'usà el de comandant (komandir). L'Exèrcit Roig abandonà els graus militars i les corresponents divises de pala, i s'usaren títols purament formals com "comandant de Divisió", "comandant de Cos d'Exèrcit", etc.; l'equivalent de les divises fou un sistema de triangles, requadres i diamants que simbolitzava la funció del comandant. El 1924, aquest sistema se suplementà amb "categories de servei", de K-1 (la més baixa) a K-14 (la màxima). Aquestes indicaven més aviat l'experiència i les qualificacions del comandant. La divisa ara distingia la categoria, no pas la posició com a comandant. No obstant això, encara calia fer servir els títols funcionals per a adreçar-se als comandants.
El 22 de setembre de 1935, l'Exèrcit Roig abandonà les categories de servei i restaurà els graus des de sergent major (starxinà) fins a coronel (polkóvnik), més el mariscalat, però excloent el generalat, així com els graus inferiors (de sotsoficial per sota de starxinà, i de tropa). Aquests graus, això no obstant, eren una barreja única dels graus tradicionals i dels títols funcionals: per exemple, entre els graus hi havia els de tinent (grau d'oficial, restaurat) i komdiv (perquè es correspondria amb el generalat). Això es complicava amb els oficials polítics ("comissari de Brigada", "comissari d'Exèrcit de 2n grau") i amb els cossos tècnics ("enginyer de tercer grau", "enginyer de Divisió"), així com amb els cossos administratius, sanitaris i la resta de no combatents.
Com ja s'ha dit, el grau de mariscal de la Unió Soviètica (Маршал Советского Союза) fou introduït el 22 de setembre de 1935, conjuntament amb els citats. Havent estat liquidats la majoria de mariscals el 1937 durant les Grans Purgues, hi hagué nous nomenaments al mariscalat el 17 de març de 1940, a proposta de l'únic supervivent, Voroixílov.
El 22 de novembre de 1940 tingueren lloc noves modificacions del sistema: 
- els graus de general (Exèrcit) i d'almirall (Armada) reemplaçaren els graus funcionals de kombrig, komdiv, komkor, komandarm, si bé la resta de graus funcionals restà inalterada (comissari de Divisió, enginyer de Divisió, etc.). Es conservaren les distincions d'arma o servei (per exemple, general de Cavalleria, mariscal de Tropes Blindades, etc.);
- foren restaurats els graus de tropa i els de sotsoficialitat per sota de starxinà (caporal, sergent, etc.), i alhora hom reintroduí el grau de podpolkóvnik (tinent coronel: fins llavors, hom passava directament de major a coronel).

D'aquesta manera, a 22 de novembre de 1940 pràcticament hom havia restaurat el sistema emprat per l'Exèrcit Imperial Rus a la conclusió de la seva participació en la Primera Guerra Mundial.
A inicis de 1942, tots els graus funcionals dels cossos tècnics i administratius van regularitzar-se (per exemple, "coronel enginyer", "capità del Servei d'Intendència", etc.).
El 9 d'octubre de 1942 les autoritats aboliren el comissariat militar, així com els graus de comissari. Els graus funcionals només sobreviurien als cossos mèdics, veterinaris i legislatius.
El 6 de gener de 1943 es produí una unificació del sistema que abolí tots els graus funcionals escadussers. Alhora es restauraren les denominacions tradicionals de soldat i de matrós en substitució, respectivament, de krasnoarméiets i de krasnoflótets. El termes genèrics sotsoficial (únter-ofitser) i oficial (ofitser) esdevingueren reglamentaris. Tot plegat, juntament amb l'adopció d'un nou sistema de divises de pala que denotaven el grau; l'estil tsarista, doncs, substituïa la simbologia matemàtica ja tradicional de l'Exèrcit Roig.
Els graus i les divises de 1943 no canviaren gaire fins als darrers dies de l'URSS (l'actual Exèrcit Rus fa servir el mateix sistema); tot i que l'antic sistema de graus funcionals de kcmbat (comandant de Batalló o Bateria), kombrig (comandant de Brigada) i komdiv (comandant de Divisió) continuen en l'ús informal.

## Taula de graus
Aquesta taula mostra l'estructura de graus en ús fins poc abans del col·lapse de la Unió Soviètica; durà aproximadament entre 1943 i 1991:
| Categoria                                           | Graus de totes les Forces Armades Soviètiques (Exèrcit i Tropes Internes) | Forces Aèries Soviètiques i graus d'altres branques militars (Aviació, Artilleria, Forces Blindades, Forces d'Enginyers i de Senyals, Servei Mèdic, Servei Judicial Militar)                               | Graus de la Marina Soviètica                                                                 |
| --------------------------------------------------- | ------------------------------------------------------------------------- | --- | -------------------------------------------------------------------------------------------- |
| Comandant suprem                                    | Generalíssim de la Unió Soviètica Генерали́ссимус Сове́тского Сою́за         | Generalíssim de la Unió Soviètica Генерали́ссимус Сове́тского Сою́за | Generalíssim de la Unió Soviètica Генерали́ссимус Сове́тского Сою́за                            |
| Oficials suprems                                    | Mariscal de la Unió Soviètica Ма́ршал Совéтского Сою́за                     | — | Almirall de la Flota de la Unió Soviètica Адмира́л Фло́та Совéтского Сою́за                     |
| Oficials suprems                                    | —                                                                         | Mariscal en cap de branques гла́вный ма́ршал ро́да во́йск | —                                                                                            |
| Oficials suprems                                    | —                                                                         | Mariscal de branques ма́ршал ро́да во́йск | —                                                                                            |
| Oficials generals                                   | General d'Exèrcit en rus Gueneral armii генера́л а́рмии                     | — | Almirall de la Flota en rus rus: admirа́l flóta адмира́л фло́та                                 |
| Oficials generals                                   | Coronel general en rus Gueneral polkóvnik генера́л-полко́вник               | Coronel General de branques en rus Gueneral polkóvnik róda vóisk генера́л-полко́вник ро́да во́йск | Almirall en rus admirа́l адмира́л                                                              |
| Oficials generals                                   | Tinent general en rus Gueneral−leitenant генера́л-лейтена́нт                | Tinent general de branques en rus Gueneral−leitenant róda vóisk генера́л-лейтена́нт ро́да во́йск | Vicealmirall en rus vitse-admirа́l ви́це-адмира́л                                               |
| Oficials generals                                   | Major general en rus Gueneral−maiór генера́л-майо́р                         | Major general de branques en rus Gueneral−maiór róda vóisk генера́л-майо́р ро́да во́йск | Contraalmirall en rus kóntr-admirа́l ко́нтр-адмира́л                                            |
| Oficials superiors o Oficials amb grau de camp      | Coronel en rus Polkóvnik полко́вник                                        | Coronel de Servei (Servei Mèdic, Servei Judicial Militar) en rus Polkóvnik meditsinskoi sluzhby полко́вник юстиции полко́вник медицинской службы, полко́вник юстиции                                          | Capità de 1a classe en rus kapitа́n pervogo rа́nga капита́н 1-го ра́нга                          |
| Oficials superiors o Oficials amb grau de camp      | Tinent coronel en rus Podpolkóvnik подполко́вник                           | Tinent coronel de Servei (Servei Mèdic, Servei Judicial Militar) en rus Podpolkóvnik meditsinskoi sluzhby Podpolkóvnik justitsii подполко́вник медицинской службы подполко́вник юстиции                      | Capità de 2a classe en rus kapitа́n vtorógo rа́nga капита́н 2-го р́анга                          |
| Oficials superiors o Oficials amb grau de camp      | Major en rus maiór майо́р                                                  | Major de Servei (Servei Mèdic, Servei Judicial Militar) en rus maiór meditsinskoi sluzhby maiór justitsii майо́р медицинской службы майо́р юстиции                                                           | Capità de 3a classe en rus kapitа́n tret'ego rа́nga капита́н 3-го р́анга                         |
| Oficials inferiors o Oficials amb grau de Companyia | Capità en rus kapitа́n капита́н                                             | Capità de Servei (Servei Mèdic, Servei Judicial Militar) en rus kapitа́n meditsinskoi sluzhby kapitа́n justitsii капита́н медицинской службы капита́н юстиции                                                  | Tinent capità en rus kapitа́n-leitenа́nt капита́н-лейтена́нт                                     |
| Oficials inferiors o Oficials amb grau de Companyia | Tinent superior en rus stа́rxii leitenа́nt ста́рший лейтена́нт                | Tinent de Servei (Servei Mèdic, Servei Judicial Militar) en rus stа́rxii leitenа́nt meditsinskoi sluzhby stа́rxii leitenа́nt justitsii ста́рший лейтена́нт медицинской службы ста́рший лейтена́нт юстиции          | Tinent superior en rus stа́rxii leitenа́nt ста́рший лейтена́нт                                   |
| Oficials inferiors o Oficials amb grau de Companyia | Tinent en rus leitenа́nt лейтена́нт                                         | Tinent de Servei (Servei Mèdic, Servei Judicial Militar) en rus lejtenant meditsinskoi sluzhby leitenа́nt justitsii лейтена́нт медицинской службы лейтена́нт юстиции                                          | Tinent en rus leitenа́nt лейтена́нт                                                            |
| Oficials inferiors o Oficials amb grau de Companyia | Tinent inferior en rus mlа́dxii leitenа́nt мла́дший лейтена́нт                | Tinent inferior de Servei (Servei Mèdic, Servei Judicial Militar) en rus mlа́dxii leitenа́nt meditsinskoi sluzhby mlа́dxii leitenа́nt justitsii мла́дший лейтена́нт медицинской службы мла́дший лейтена́нт юстиции | Tinent inferior en rus mlа́dxii leitenа́nt мла́дший лейтена́нт                                   |
| Sots-oficials                                       | Sots-oficial superior en rus starxii pràporsxik ста́рший пра́порщик         | Sots-oficial superior de Servei Mèdic en rus starxii pràporsxik meditsinskoi sluzhby ста́рший пра́порщик медицинской службы                                                                                  | Guardiamarina superior ста́рший ми́чман                                                        |
| Sots-oficials                                       | Sots-oficial en rus pràporsxik пра́порщик                                  | Sots-oficial de Servei Mèdic en rus pràporsxik meditsinskoi sluzhby пра́порщик медицинской службы | Guardiamarina ми́чман                                                                         |
| Sergents i Contramestres                            | Sergent major en rus starxinà старшина́                                    | Sergent major de Servei Mèdic en rus starxinà meditsinskoi sluzhby старшина медицинской службы | Contramestre de navili en cap en rus glа́vny korabel'ny starxinà гла́вный корабе́льный старшина́ |
| Sergents i Contramestres                            | Sergent superior en rus starxyj serjant 'ста́рший сержа́нт                  | Sergent de Servei Mèdic en rus starxy serjant meditsinskoi sluzhby ста́рший сержа́нт медицинской службы | Contramestre en cap en rus glа́vny starxinà гла́вный старшина́                                  |
| Sergents i Contramestres                            | Sergent en rus serjant сержа́нт                                            | Sergentde Servei Mèdic en rus serjant meditsinskoi sluzhby сержа́нт медицинской службы | Contramestre de 1a classe en rus Starxinà pervoi stat'i старшина́ 1-й статьи́                  |
| Sergents i Contramestres                            | Sergent inferior en rus mlа́dxii serjа́nt 'мла́дший сержа́нт                  | Sergent inferior de Servei Mèdic en rus mlа́dxii serjа́nt meditsinskoi sluzhby мла́дший сержа́нт медицинской службы                                                                                            | Contramestre de 2a classe en rus Starxinà vtorói stat'i старшина́ 2-й статьи́                  |
| Soldats, mariners, aviadors                         | Soldat de primera classe en rus iefréitor ефре́йтор                        | Soldat de primera classe de Servei Mèdic en rus iefréitor meditsinskoi sluzhby ефре́йтор медицинской службы                                                                                                 | Mariner superior en rus stа́rxii matrós ста́рший матро́с                                        |
| Soldats, mariners, aviadors                         | Soldat ras en rus riadovói рядово́й                                        | Soldat de Servei Mèdic en rus riadovói meditsinskoi sluzhby рядово́й медицинской службы | Mariner en rus matrós матро́с                                                                 |

### Taula de graus de l'Exèrcit Roig
| Generalíssim de la Unió Soviètica | Mariscal de la Unió Soviètica | Mariscal en Cap                 | General d'Exèrcit | Coronel general | Tinent general | Major general | Coronel  | Tinent coronel   | Major   | Capità           | Tinent superior | Tinent | Tinent inferior |  |
| Generalíssim de la Unió Soviètica | Mariscal de la Unió Soviètica | Mariscal en cap (segons l'arma) | General d'Exèrcit | Coronel general | Tinent general | Major general | Coronel  | Tinent coronel   | Major   | Capità           | Tinent superior | Tinent | Tinent inferior |  |
|                                   |                               |                                 |                   |                 |                |               | Starxinà | Sergent superior | Sergent | Sergent inferior | Caporal         | soldat |                 |  |
|                                   |                               |                                 |                   |                 |                |               | Starxinà | Sergent superior | Sergent | Sergent inferior | Caporal         | soldat |                 |  |
|                                   |                               |                                 |                   |                 |                |               |          |                  |         |                  |                 |        |                 |  |

### Taula de graus de la Flota Roja
| Almirall de la Flota de la Unió Soviètica | Almirall de la Flota (1er disseny) | Almirall | Vicealmirall           | Contraalmirall | Capità de 1ª classe            | Capità de 2ª classe | Capità de 3ª classe | Capità tinent       | Tinent superior  | Tinent  | Tinent inferior |  |  |  |  |  |  |  |  |  |  |
| Almirall de la Flota de la Unió Soviètica | Almirall de la Flota (1er disseny) | Almirall | Vicealmirall           | Contraalmirall | Capità de 1ª classe            | Capità de 2ª classe | Capità de 3ª classe | Capità tinent       | Tinent superior  | Tinent  | Tinent inferior |  |  |  |  |  |  |  |  |  |  |
| Almirall de la Flota de la Unió Soviètica | Almirall de la Flota (1r disseny)  | Almirall | Vicealmirall           | Contraalmirall | Capità, 1a classe              | Capità, 2a classe   | Capità, 3a classe   | Capità tinent       | Tinent superior  | Tinent  | Tinent inferior |  |  |  |  |  |  |  |  |  |  |
| Sots-oficials i Marineria                 |                                    |          | Guardiamarina superior | Guardiamarina  | Contramestre de vaixell en cap | Contramestre en cap | Starxinà, 1ª classe | Starxinà, 2ª classe | Mariner superior | Mariner |                 |  |  |  |  |  |  |  |  |  |  |
|                                           |                                    |          | Guardiamarina superior | Guardiamarina  | Contramestre de vaixell en cap | Contramestre en cap | Starxinà, 1a classe | Starxinà, 2a classe | Mariner superior | Mariner |                 |  |  |  |  |  |  |  |  |  |  |